# گربه (مونته‌نگرو)
گربه (به لاتین: Grbe) یک منطقهٔ مسکونی در مونته‌نگرو است که در شهرداری دانیلوگراد واقع شده‌است. گربه ۱٬۷۳۰ نفر جمعیت دارد.